# شويفات حي القبة
شويفات حي القبة هي قرية لبنانية من قرى قضاء عاليه في محافظة جبل لبنان.